# Marcel Schumacher

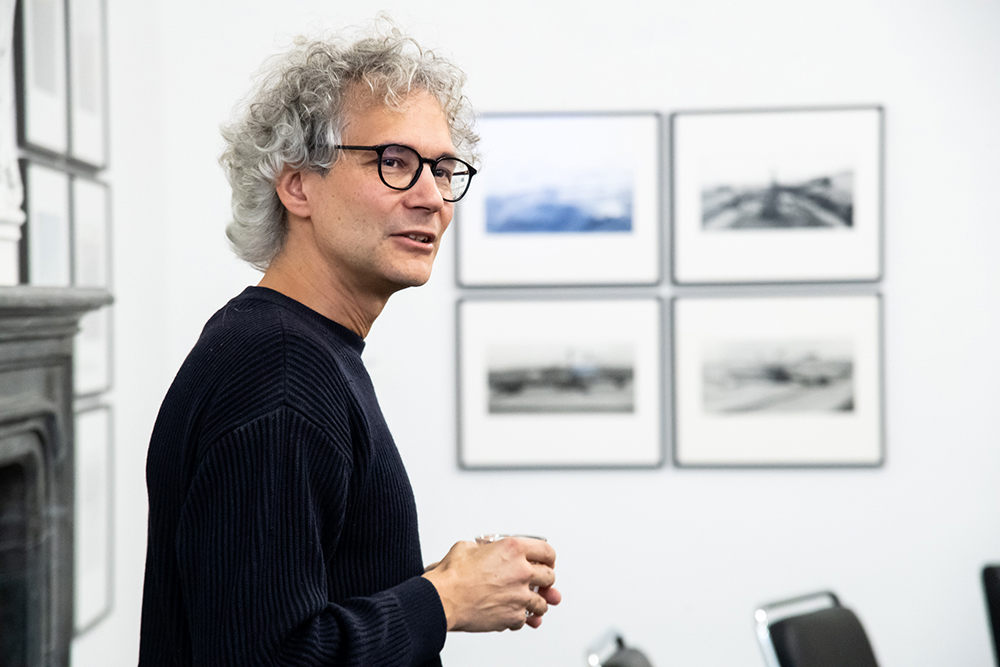
Marcel Schumacher bei der Finissage von Bildwiderstand: Garzweiler in Film und Fotografie im Oktober 2023 im Kunsthaus NRW.

Marcel Schumacher (* 1976 in Köln) ist ein deutscher Kunsthistoriker, Kurator und Autor. Er ist der Leiter des Kunsthauses NRW in Aachen-Kornelimünster, einer Institution in Trägerschaft des Landes NRW.

## Leben
Er studierte Kunstgeschichte, Germanistik, Philosophie und Architektur in Aachen, Rom und Berlin. Bei Andreas Beyer promovierte er an der Universität Basel und in Paris. Von 2012 bis 2014 war er Kurator für Zeitgenössische Kunst am Museum Folkwang in Essen. Zuvor arbeitete er als freier Kurator, Autor und Dozent an der Kunstakademie Düsseldorf und der Folkwang Universität der Künste.
Im Auftrag des Ministeriums für Kultur und Wissenschaft des Landes NRW entwickelte Marcel Schumacher seit 2015 aus der Landessammlung „Kunst aus NRW“ das heutige „Kunsthaus NRW“, eine Landesinstitution zur Förderung und Dokumentation der Kunst in Nordrhein-Westfalen.

## Publikationen (Auswahl)
- Paris – Knotenpunkt kulturellen Transfers: die Entstehung einer Kunstmetropole beschrieben anhand der Kunstatlanten deutscher Architekten von 1650–1750. Dissertation an der Universität Basel 2007. (online)
- Kunsthaus NRW Kornelimünster. Kunsthaus NRW, Aachen 2022, ISBN 978-3-00-067927-8.
- Hrsg. u. Mitautor: Künstler*innen in NRW im 21. Jahrhundert. Sammlung Kunsthaus NRW, Erscheinungsdatum: 26. April 2024
- Hrsg. u. Mitautor: vorgang II »screen time – digitale wirklichkeiten«, Aachen, 2019, ISBN 978-3-00-075051-9
- Hrsg. u. Mitautor: Sammlung Kunsthaus NRW. Kunst in den Rheinlanden und Westfalen 1912–2000, mit Beiträgen von Ursula Frohne, Stefan Gronert, Gregor Jansen, Christoph Kohl, Tanja Pirsig-Marshall, Eva Schmidt, Sabine Maria Schmidt, Dorothea Schöne, Kerstin Stremmel, Verlag: Edition Braus, Berlin, 2019, ISBN 978-3-86228-193-0
- Hrsg. u. Mitautor: büro komplex – Die Kunst der Artothek im politischen Raum, Ausstellungskatalog und Essays, mit Beiträgen von Christoph Bartmann, Emmanuel Mir, Marie Luise Syring und Wolfgang Ullrich, Verlag: Edition Braus, Berlin, 2018, ISBN 978-3-86228-186-2